# 鉄の男
鉄の男 (Iron Man) は、高さ24センチメートル、重さ10キログラムの毘沙門天をかたどったチベットの仏像である。ニッケルを豊富に含む鉄隕石であるアタキサイトから作られている。
紀元1000年頃に、約1万5000年前に地球に落下した隕石から彫られたものであると考えられている。1938年にハインリヒ・ヒムラーの支援の下でナチス親衛隊がチベットに遠征に行った際に入手し、第二次世界大戦後、2007年にオークションに出品されるまでは個人の所有であった。仏像の腹には、時計回りの向きの卍が彫られている。

## 分析
この仏像は、1万年から2万年前にシベリアとモンゴルの境界の東部に落下したチンガー隕石で作られたと考えられている。組成を分析したシュトゥットガルト大学惑星科学研究所のエルマー・ブフナーは、「我々の分析が正しければ、この仏像は、11世紀のボン教の時代に作られたものである。これは、世界的にも非常にユニークで貴重なものである」と語っている。